# Strongyliceps
Strongyliceps là một chi nhện trong họ Linyphiidae.